# Ronde van Frankrijk 1947
| Route van de Ronde van Frankrijk 1947. |                       |              |
| Eindklassement                         |                       |              |
| Algemeen klassement                    | Jean Robic            | 148u 11' 25" |
| Tweede                                 | Edouard Fachleitner   | + 3' 58"     |
| Derde                                  | Pierre Brambilla      | + 10' 07"    |
| Vierde                                 | Aldo Ronconi          | + 11' 00"    |
| Vijfde                                 | René Vietto           | + 15' 23"    |
| Zesde                                  | Raymond Impanis       | + 18' 14"    |
| Zevende                                | Fermo Camellini       | + 24' 08"    |
| Achtste                                | Giordano Cottur       | + 1h 06' 03" |
| Negende                                | Jean-Marie Goasmat    | + 1h 10' 03" |
| Tiende                                 | Jean-Apôtre Lazaridès | + 1h 18' 44" |
| Rode Lantaarn                          | Pietro Tarchini (53e) | + 7h 28' 29" |
| Bergklassement                         | Pierre Brambilla      | 98 punten    |
| Tweede                                 | Apo Lazaridès         | 89 punten    |
| Derde                                  | Jean Robic            | 70 punten    |
| Ploegenklassement                      | Italië                | 446u 01' 25" |
| Tweede                                 | Frankrijk             | -            |
| Derde                                  | Frankrijk West        | -            |

De 34e editie van de Ronde van Frankrijk ging van start op 25 juni 1947 in Parijs, en eindigde op 20 juli in Parijs. Er stonden 100 renners verdeeld over 10 ploegen aan de start.
Het was de eerste Tour na de Tweede Wereldoorlog en er waren er slechts weinigen die al eens hadden deelgenomen voor de oorlog. René Vietto was een van hen en hij droeg lange tijd de gele trui, maar hij was een minder goede tijdrijder, en in de 139-kilometer lange tijdrit nam Pierre Brambilla de gele trui over. Het was pas op de laatste dag dat de onbekende Franse renner Jean Robic aanviel en de gele trui nam, zonder ook maar één rit in het geel te rijden.
Een opmerkelijk feit uit deze ronde is dat in de 14e etappe de winnaar Albert Bourlon een lange ontsnapping deed over 253 km. Tot de dag van vandaag staat deze te boek als de langste solovlucht mét etappewinst uit de geschiedenis van de Ronde van Frankrijk.
- Aantal ritten: 21
- Totale afstand: 4665 km
- Gemiddelde snelheid: 31.412 km/u
- Aantal deelnemers: 100
- Aantal uitgevallen: 47

## Belgische en Nederlandse prestaties
In totaal namen er 11 Belgen en 6 Nederlanders deel aan de Tour van 1947.

### Belgische etappezeges
- Raymond Impanis won de 19de etappe van Vannes naar Saint-Brieuc.
- Briek Schotte won de 21ste etappe van Caen naar Parijs.

### Nederlandse etappezeges
- In 1947 was er geen Nederlandse etappe-overwinning

## Etappe-overzicht
| Datum   | Etappe  | Start – finish                 | Winnaar             | Klassementsleider |
| ------- | ------- | ------------------------------ | ------------------- | ----------------- |
| 25 juni | 1       | Parijs – Rijsel                | Ferdi Kübler        | Ferdi Kübler      |
| 26 juni | 2       | Rijsel – Brussel               | René Vietto         | René Vietto       |
| 27 juni | 3       | Brussel – Luxemburg            | Aldo Ronconi        | René Vietto       |
| 28 juni | 4       | Luxemburg – Straatsburg        | Jean Robic          | René Vietto       |
| 29 juni | 5       | Straatsburg – Besançon         | Ferdi Kübler        | René Vietto       |
| 30 juni | Rustdag | Rustdag                        | Rustdag             | Rustdag           |
| 1 juli  | 6       | Besançon – Lyon                | Lucien Teisseire    | René Vietto       |
| 2 juli  | 7       | Lyon – Grenoble                | Jean Robic          | Aldo Ronconi      |
| 3 juli  | 8       | Grenoble – Briançon            | Fermo Camellini     | Aldo Ronconi      |
| 4 juli  | Rustdag | Rustdag                        | Rustdag             | Rustdag           |
| 5 juli  | 9       | Briançon – Digne               | René Vietto         | René Vietto       |
| 6 juli  | 10      | Digne–Nice - Sospel–Nice       | Fermo Camellini     | René Vietto       |
| 7 juli  | Rustdag | Rustdag                        | Rustdag             | Rustdag           |
| 8 juli  | 11      | Nice – Marseille               | Edouard Fachleitner | René Vietto       |
| 9 juli  | 12      | Marseille – Montpellier        | Henri Massal        | René Vietto       |
| 10 juli | 13      | Montpellier – Carcassonne      | Lucien Teisseire    | René Vietto       |
| 11 juli | 14      | Carcassonne – Luchon           | Albert Bourlon      | René Vietto       |
| 12 juli | Rustdag | Rustdag                        | Rustdag             | Rustdag           |
| 13 juli | 15      | Luchon – Pau                   | Jean Robic          | René Vietto       |
| 14 juli | 16      | Pau – Bordeaux                 | Giuseppe Tacca      | René Vietto       |
| 15 juli | 17      | Bordeaux – Les Sables d'Olonne | Eloi Tassin         | René Vietto       |
| 16 juli | 18      | Les Sables d'Olonne – Vannes   | Pietro Tarchini     | René Vietto       |
| 17 juli | Rustdag | Rustdag                        | Rustdag             | Rustdag           |
| 18 juli | 19      | Vannes – Saint-Brieuc          | Raymond Impanis     | Pierre Brambilla  |
| 19 juli | 20      | Saint-Brieuc – Caen            | Maurice Diot        | Pierre Brambilla  |
| 20 juli | 21      | Caen – Parijs (Champs Élysées) | Briek Schotte       | Jean Robic        |

## In populaire cultuur
Van 1947 tot en met 1964 tekende de Belgische striptekenaar Marc Sleen een jaarlijks humoristisch verslag van alle ritten van de Ronde van Frankrijk in zijn stripreeks  De Ronde van Frankrijk. Ook de Tour van 1947 was hierbij.
 winnaars gele trui · 
 puntenklassement · 
 bergklassement · 
 jongerenklassement · 
 tussensprintklassement · 
 combinatieklassement · 
 ploegenklassement · 
 strijdlust · 
rode lantaarn
records · meeste deelnames · ranglijst etappewinnaars · bekende beklimmingen · valpartijen · dopinggevallen · Grand Départ · Souvenir Henri Desgrange
1903 · 
1904 · 
1905 · 
1906 · 
1907 · 
1908 · 
1909 · 
1910 · 
1911 · 
1912 · 
1913 · 
1914 ·
1915 ·
1916 ·
1917 ·
1918 · 
1919 · 
1920 · 
1921 · 
1922 · 
1923 · 
1924 · 
1925 · 
1926 · 
1927 · 
1928 · 
1929 · 
1930 · 
1931 · 
1932 · 
1933 · 
1934 · 
1935 · 
1936 · 
1937 · 
1938 · 
1939 · 
1940 ·
1941 ·
1942 ·
1943 ·
1944 ·
1945 ·
1946 ·
1947 · 
1948 · 
1949 · 
1950 · 
1951 · 
1952 · 
1953 · 
1954 · 
1955 · 
1956 · 
1957 · 
1958 · 
1959 · 
1960 · 
1961 · 
1962 · 
1963 · 
1964 · 
1965 · 
1966 · 
1967 · 
1968 · 
1969 · 
1970 · 
1971 · 
1972 · 
1973 · 
1974 · 
1975 · 
1976 · 
1977 · 
1978 · 
1979 · 
1980 · 
1981 · 
1982 · 
1983 · 
1984 · 
1985 · 
1986 · 
1987 · 
1988 · 
1989 · 
1990 · 
1991 · 
1992 · 
1993 · 
1994 · 
1995 · 
1996 · 
1997 · 
1998 · 
1999 · 
2000 · 
2001 · 
2002 · 
2003 · 
2004 · 
2005 · 
2006 · 
2007 · 
2008 · 
2009 · 
2010 · 
2011 · 
2012 · 
2013 · 
2014 · 
2015 · 
2016 · 
2017 · 
2018 · 
2019 ·
2020 · 
2021 · 
2022 · 
2023 · 
2024 · 
2025